# Hryniw

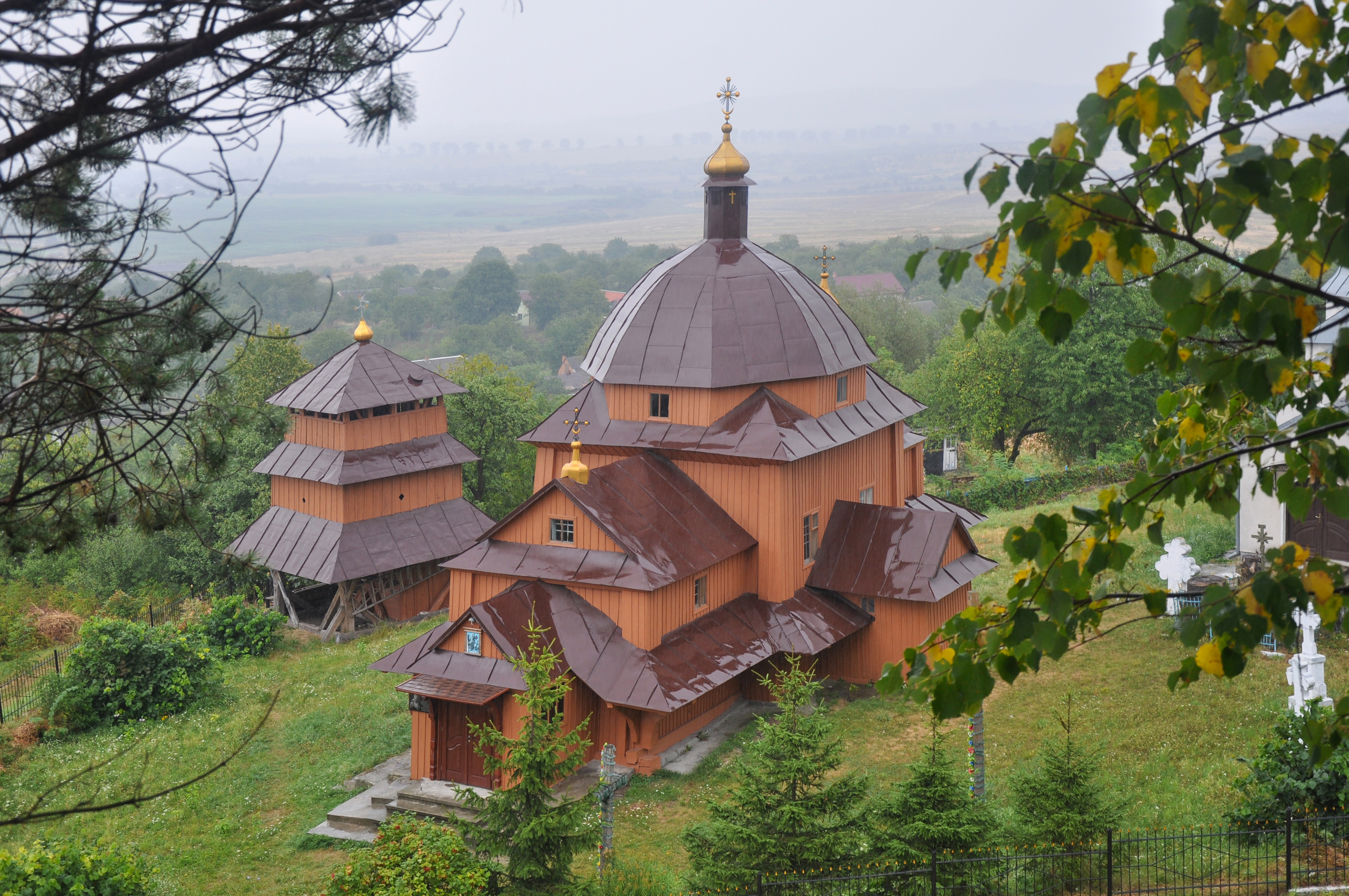
Holzkirche im Ort

Hryniw (ukrainisch Гринів; russisch Гринев Grinew, polnisch Hryniów) ist ein Dorf in der ukrainischen Oblast Lwiw mit etwa 250 Einwohnern (2024).

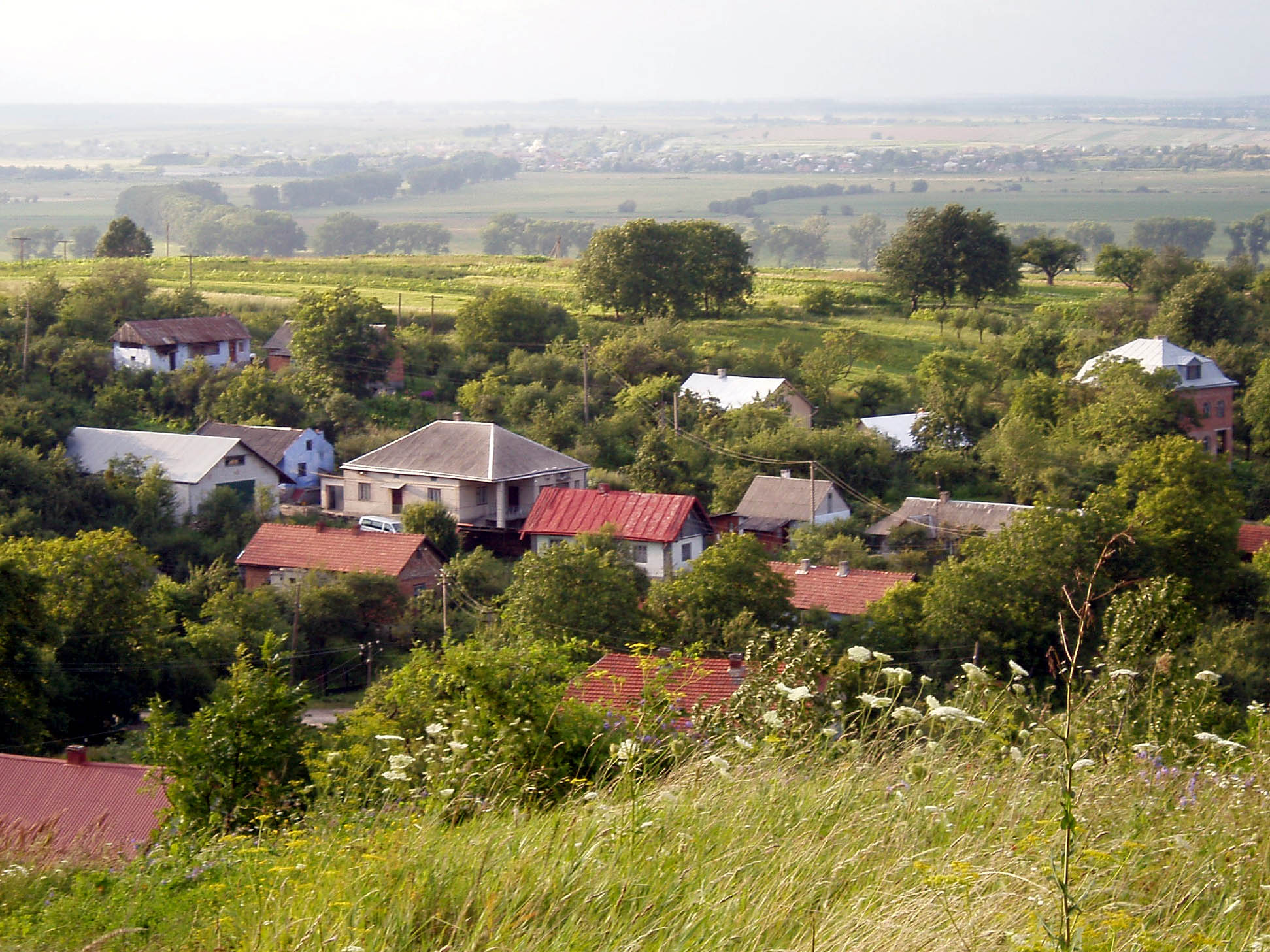
Blick auf das Dorf

Am 12. Juni 2020 wurde das Dorf ein Teil der neu gegründeten Landgemeinde Dawydiw im Rajon Lwiw, bis dahin gehörte es administrativ zur Landratsgemeinde des 6 km nördlich liegenden Dorfes Swenyhorod im Südosten des Rajon Pustomyty.
Einen Kilometer südwestlich vom Dorf verläuft die Fernstraße N 09.
Hryniw liegt 35 km östlich vom ehemaligen Rajonzentrum Pustomyty und 28 km südöstlich der Oblasthauptstadt Lwiw.

## Geschichte
Von 1772 bis 1918 gehörte das Dorf zum österreichischen Galizien.
Nach dem Ersten Weltkrieg kam der Ort zur polnischen Woiwodschaft Lwów, wurde im Zweiten Weltkrieg ab September 1939 von der Sowjetunion und von Sommer 1941 bis 1944 von Deutschland besetzt und in den Distrikt Galizien eingegliedert.
Nach dem Kriegsende kam das Dorf an die Ukrainische SSR und seit 1991 ist es ein Teil der unabhängigen Ukraine.

## Persönlichkeiten
Der Bischof von Przemyśl und erster Metropolit von Lemberg Antoni Angelowicz (1759–1814) kam in Hryniw zur Welt.